# Olivér Halassy

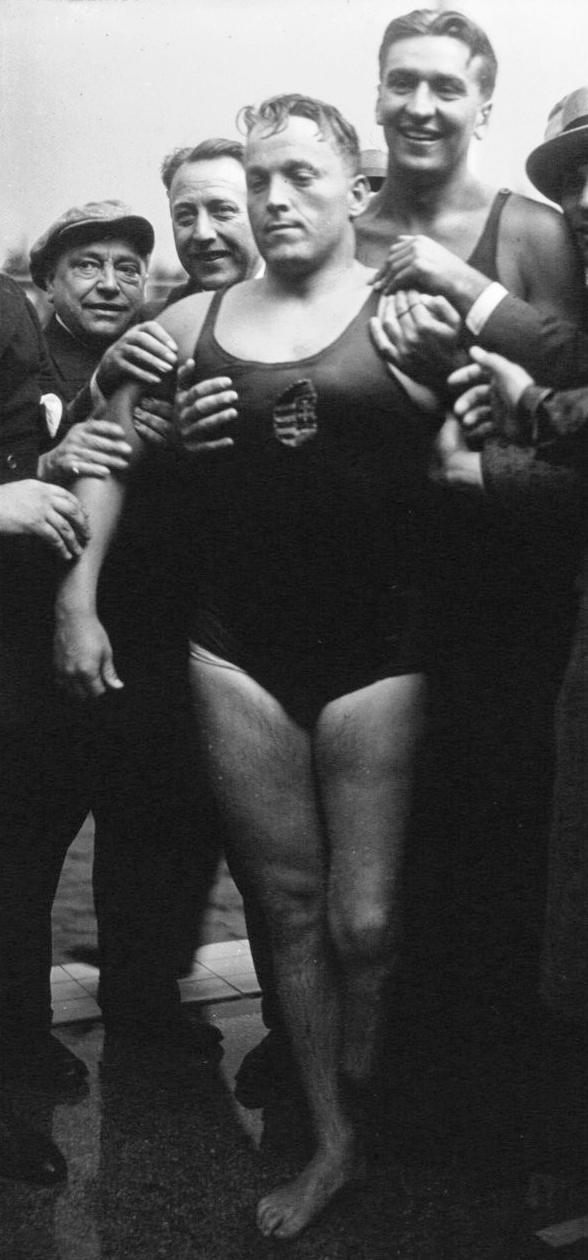
Olivér Halassy, 1931

Olivér Halassy [ˈoliveːr ˈhɒlɒʃi] (* 31. Juli 1909 in Budapest; † 10. September 1946 in Budapest) war ein ungarischer Schwimmer und Wasserballspieler.
Halassy wurde am 31. Juli 1909 im Budapester Stadtteil Újpest geboren. Er war aufgrund eines Straßenbahnunfalls in seiner Kindheit, bei dem Fuß und Unterschenkel abgetrennt wurden, behindert. Trotzdem gewann er bei den Olympischen Spielen 1928 im Wasserball die Silber- und bei den Spielen 1932 in Los Angeles sowie 1936 in Berlin die Goldmedaille. Außerdem wurde er 1931 Schwimm-Europameister über 1500 m.
Halassy wurde 1946 in Újpest bei einer Taxifahrt von sowjetischen Soldaten aufgehalten und zusammen mit dem Fahrer erschossen.
Im Jahr 1978 wurde er in die International Swimming Hall of Fame aufgenommen. 2014 wurde ein Asteroid nach ihm benannt: (238710) Halassy.